# Bwisi jezik
Bwisi jezik (ISO 639-3: bwz; ibwisi, mbwisi), nigersko-kongoanski jezik uže sjeverozapadne bantu skupine, kojim govori oko 4 250 ljudi u regiji Niari u Kongu uz gabonsku granicu (3 020; 2000) i u provinciji Nyanga u Gabonu uz kongoansku granicu.
Bwisi nije isto što i talinga-bwisi [tlj] iz D. R. Konga i Ugande, pripada uz još šest jezika (barama [bbg], lumbu [lup], punu [puu], sangu [snq] sira [swj] i vumbu [vum], svi iz Gabona podskupini Sira (B.40)

## Vanjske poveznice
- Ethnologue (14th)
- Ethnologue (15th)